# كيجي تاكاو
كيجي تاكاو (باليابانية: 高尾 敬治) (17 فبراير 1969 في كاناغاوا في اليابان – )؛ هو لاعب كرة قدم سابق كان يلعب كلاعب وسط.